# Mister Mundo 2007

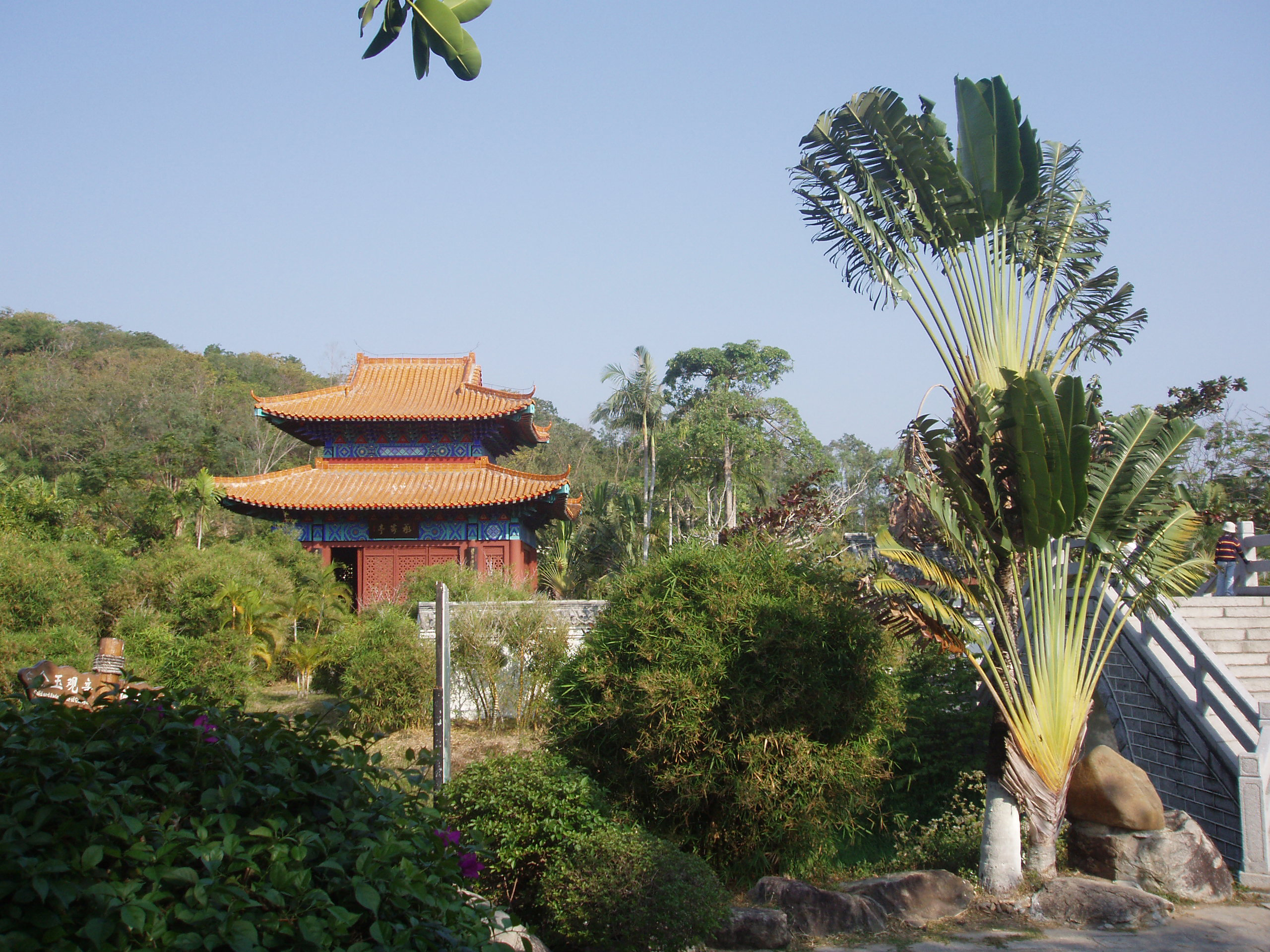
Sanya, Hainan, cidade anfitriã do Mister World 2007

Mr. World 2007 foi a quinta edição do tradicional concurso de beleza masculino de Mr. World. Realizado na cidade de Sanya, na China, conseguiu reunir cinquenta e seis candidatos de diversos países do mundo. O brasileiro Gustavo Gianietti coroou seu sucessor ao título no final do certame, este foi Juan Postigo, da Espanha. Não há muitos registros desta edição do concurso, somente as colocações e os candidatos. O concurso foi coordenado pela mesma equipe que hoje comanda o concurso de Miss Mundo.

## Resultados

### Colocações
| Posição                 | País e Candidato |
| Mr. World 2007          | - Espanha - Juan García Postigo |
| 2º. Lugar               | - Brasil - Lucas Gil |
| 3º. Lugar               | - China - Lejun Jiang |
| Finalistas              | - Chile - Patricio Laguna - Costa Rica - Alonso Fernández |
| (TOP 12) Semifinalistas | - África do Sul - Dieter Voigt - Áustria - Matthias Thaler - Índia - Kawaljit Singh - Líbano - Anthony Hakim - Nigéria - Ikenna Bryan - Porto Rico - Romeo Quiñones - Ucrânia - Ievgen Dudin |

### Prêmios Especiais
- Não houve nenhum prêmio especial este ano do concurso.

## Candidatos
Todos os aspirantes ao título internacional estão listados abaixo:
| - África do Sul - Dieter Voigt - Albânia - Ervin Pepaj - Alemanha - Mark Wilke - Austrália - Harley Moger - Áustria - Matthias Thaler - Barbados - Fabian McDowald - Bahamas - Antoine Chipman - Bélgica - Matthew Philips - Bolívia - Julio Cesar Aguilera - Bósnia e Herzegovina - Nebosja Malesevic - Brasil - Lucas Barbosa Gil - Bulgária - Georgi Zhekov - Canadá - Darren Storsley - Chile - Patricio Laguna - China - Lejun Jiang - Singapura - Rueben Kee - Colômbia - Hugo Villegas - Costa Rica - Alonso Fernández - Curaçao - Henry Romero - Dinamarca - Brian Nonbo - Egito - Omar Awad - Espanha - Juan Postigo - Estados Unidos - Travis Kraft - Filipinas - Emanuel Balon - Holanda - Quintin Colicchia - Hong Kong - Francois Huynh - Grécia - Nikitas Giannakos - Guadalupe - Siegried Ventadour | - Índia - Kawaljit Singh - Inglaterra - Warren Harvey - Irlanda - Simon Hales - Irlanda do Norte - Ross Lauder - Islândia - Jon Viggosson - Itália - Carlo Martellini - Letônia - Arturs Mihailovs - Líbano - Anthony Hakim - Libéria - Emmet Massaquoi - Lituânia - Gintaras Kuculis - Macedônia - Gjorgi Filipov - Malta - David Camenzuli - México - Jorge Villalpando - Nigéria - Ikenna Okwara - Noruega - Sivert Aassve - País de Gales - Leigh Brookman - Panamá - Alejandro Cedeño - Polônia - Daniel Madej - Porto Rico - Romeo Quiñones - Quênia - Ormolo Ouma - República Dominicana - Johaney Linero - Romênia - Razvan Dobre - Rússia - Roman Demchenko - Sri Lanka - Shibani Shaban - Turquia - Ertem Eser - Ucrânia - Ievgen Dudin - Venezuela - Ernesto Gasparrini - Vietnã - Ho Duc Vinh |

### Histórico
- Este ano foi o segundo ano consecutivo que o país sede se classifica na final.
- A China é o única país da Ásia a se classificar.
- Porto Rico é o único país do Caribe a se classificar.
- A Nigéria e a África do Sul são os primeiros países da África a se classificar no concurso.
- O Chile, Costa Rica, Nigéria, África do Sul e a Ucrânia se classificou pela primeira vez.
- Brazil, China e Libâno se classificaram pela última vez em 2003.
- Brazil e Líbano se classificaram pela terceira vez consecutiva.

| - Angola - Aruba - Croácia - Escócia - Guatemala - Sérvia e Montenegro - Uruguai - Chile - Costa Rica - Curaçao - Dinamarca - Guadeloupe - Islândia - Quênia - Libéria - Lituânia - Nigéria - Panamá - Vietnã | - África do Sul - Austrália - Bahamas - Dinamarca - Egito - Estados Unidos - Hong Kong - Índia - Irlanda - Macedônia - Noruega - Polônia - Turquia |

## Crossovers
Manhunt Internacional
- 2007:  Costa Rica - Alonso Fernández (Semifinalista)

International Man
- 2007:  Brasil - Lucas Barbosa Gil (3º. Lugar)